# Marathon van Londen 2006

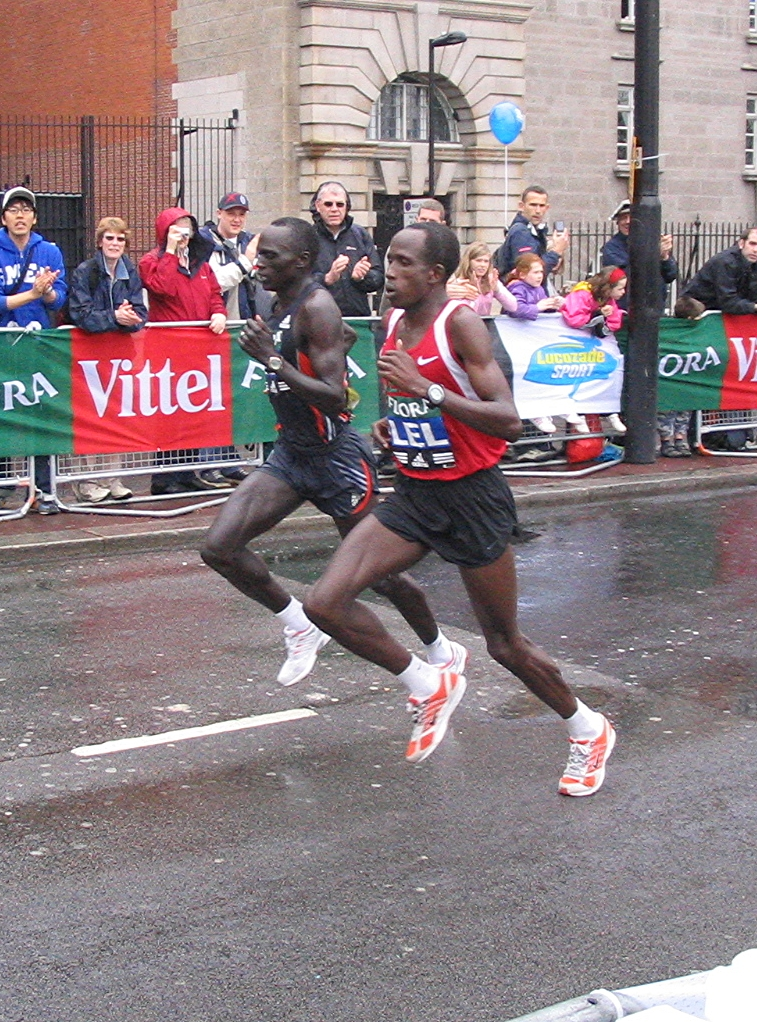
Felix Limo en Martin Lel lopen zij aan zij

De Marathon van Londen 2006 werd gelopen op zondag 23 april 2006. Het was de 26e editie van deze marathon.
De Keniaan Felix Limo zegevierde bij de mannen in 2:06.39. Bij de vrouwen was de Amerikaanse Deena Kastor het snelst in 2:19.36.

## Uitslagen

### Mannen
| rang   | naam                  | land | tijd    |
| ------ | --------------------- | ---- | ------- |
| Goud   | Felix Limo            | KEN  | 2:06.39 |
| Zilver | Martin Lel            | KEN  | 2:06.41 |
| Brons  | Hendrick Ramaala      | RSA  | 2:06.55 |
| 4      | Khalid Khannouchi     | USA  | 2:07.04 |
| 5      | Stefano Baldini       | ITA  | 2:07.22 |
| 6      | Rodgers Rop           | KEN  | 2:07.34 |
| 7      | Hicham Chatt          | MAR  | 2:07.59 |
| 8      | Jaouad Gharib         | MAR  | 2:08.45 |
| 9      | Haile Gebrselassie    | ETH  | 2:09.05 |
| 10     | Evans Rutto           | KEN  | 2:09.35 |
| 11     | Abdelkader El Mouaziz | MAR  | 2:10.24 |
| 12     | Peter Riley           | GBR  | 2:14.31 |
| 13     | Shigeru Aburaya       | JPN  | 2:14.49 |
| 14     | Kamel Ziani           | ESP  | 2:14.50 |
| 15     | Huw Lobb              | GBR  | 2:15.38 |

### Vrouwen
| rang   | naam              | land | tijd    |
| ------ | ----------------- | ---- | ------- |
| Goud   | Deena Kastor      | USA  | 2:19.36 |
| Zilver | Ljoedmila Petrova | RUS  | 2:21.29 |
| Brons  | Susan Chepkemei   | KEN  | 2:21.46 |
| 4      | Berhane Adere     | ETH  | 2:21.52 |
| 5      | Galina Bogomolova | RUS  | 2:21.58 |
| 6      | Mara Yamauchi     | GBR  | 2:25.13 |
| 7      | Constantina Diţă  | ROU  | 2:27.51 |
| 8      | Salina Kosgei     | KEN  | 2:28.40 |
| 9      | Margaret Okayo    | KEN  | 2:29.16 |
| 10     | Eri Hayakawa      | JPN  | 2:31.41 |
| 11     | Clague Jenny      | GBR  | 2:36.10 |
| 12     | Stine Larsen      | NOR  | 2:37.31 |
| 13     | Alice Braham      | GBR  | 2:40.38 |
| 14     | Holly May         | GBR  | 2:44.59 |
| 15     | Gill Laithwaite   | GBR  | 2:45.24 |

1981 ·
1982 ·
1983 ·
1984 ·
1985 ·
1986 ·
1987 ·
1988 ·
1989 ·
1990 ·
1991 ·
1992 ·
1993 ·
1994 ·
1995 ·
1996 ·
1997 ·
1998 ·
1999 ·
2000 ·
2001 ·
2002 ·
2003 ·
2004 ·
2005 ·
2006 ·
2007 ·
2008 ·
2009 ·
2010 ·
2011 ·
2012 ·
2013 ·
2014 ·
2015 ·
2016 ·
2017